# Radio Suisse Romande

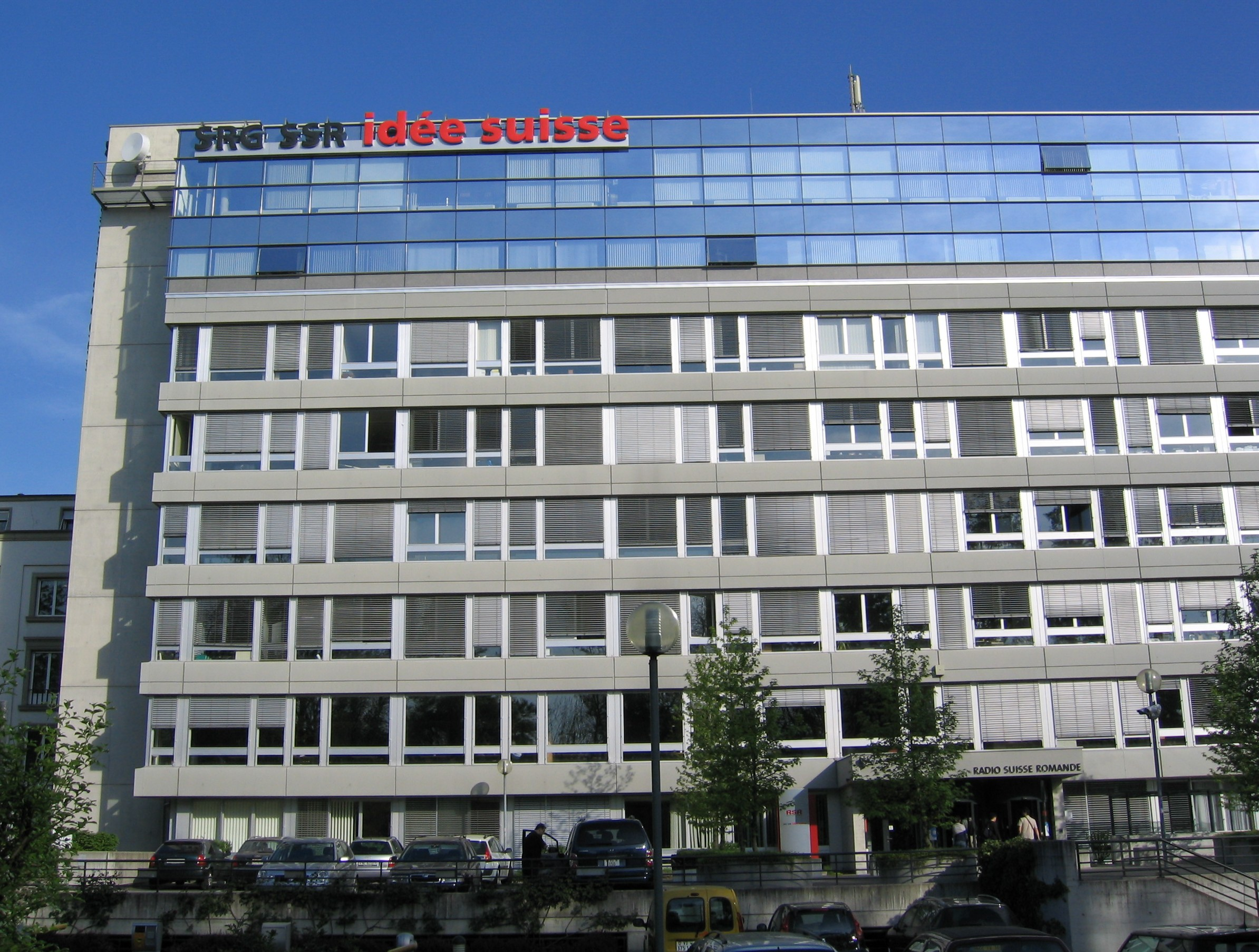
Sede en Lausana.

La Radio Suisse Romande (RSR) era responsable de la producción y transmisión de programas de radio en idioma francés para la Suiza romanda. La sede está situada en Lausana. Radio Suisse Romande y la Télévision Suisse Romande se fusionaron en 2010 para crear Radio Télévision Suisse, que a su vez dependían de la empresa de radiodifusión pública nacional SRG SSR. El último cambió en la identidad visual de la radio ocurrió en 2012.
Forma parte de las Radios públicas francófonas.

## Sede
Radio Télévision Suisse traslado su sede de radio en Lausana a un nuevo edificio en el campus de la Universidad de Lausana, entre 2019-2020.

## Señales
- La Première: Programación generalista. Es heredera de la primera radio suiza, que empezó a emitir en septiembre de 1922.
- Espace 2: Emisora cultural. Entró al aire en 1956.
- Couleur 3: Radio musical juvenil. Entró al aire en 1982.
- Option Musique: Radio musical especializada en artistas francófonos y suizos. Entró al aire en 1994.

Estos canales se emiten en FM, así como a través de la transmisión digital de audio en satélite (DVB-S). Hasta el 5 de diciembre de 2010, Opción Musique también estaba disponible en AM en 765 kHz.